# Ippomedonte di Sparta
Ippomedonte (in greco antico: Ἱππομέδων?, Hippomédōn; ... – III secolo a.C.) è stato un politico spartano.
Cugino del re Agide IV, Ippomedonte guadagnò per suo padre Agesilao una posizione di prestigio a Sparta. Quando Agide fu ucciso, dovette fuggire all'estero assieme al padre. Successivamente, Ippomedonte fu nominato governatore delle città della Tracia che erano sotto il controllo di Tolomeo III Evergete.

## Biografia
Ippomedonte era figlio di Agesilao e nipote del re Eudamida I. Aveva probabilmente qualche anno in più del cugino Agide IV, in quanto Plutarco racconta che si era distinto in molte occasioni in battaglia quando il giovane re iniziò a progettare le sue riforme costituzionali.
Ippomedonte contribuì a portare il padre Agesilao a sostenere le riforme del re, fino a farlo arrivare, nel 241 a.C., ad essere eletto eforo. Ma, durante l'assenza di Agide, impegnato in una spedizione a Corinto in supporto di Arato di Sicione, Agesilao ritardò l'applicazione delle riforme, tanto da scontentare gli Spartani che favorirono il ritorno dell'altro re, Leonida II, che era stato deposto e mandato in esilio da Lisandro, eforo dell'anno precedente. Quando Leonida tornò in città, mandò in esilio il genero Cleombroto II, che si era impossessato del trono, e fece uccidere Agide, mentre Agesilao riuscì a fuggire all'estero, proprio con l'aiuto di Ippomedonte.
Negli anni successivi, sappiamo che Ippomedonte era governatore delle città della Tracia che erano sotto il dominio di Tolomeo III Evergete.
Polibio tramanda che era ancora vivo quando Cleomene III morì nel 219 a.C., quando il trono avrebbe dovuto passare a lui o ad uno dei suoi due nipoti, i figli di Archidamo V, uno dei quali aveva sposato una figlia di Ippomedonte. Ma invece la corona passò a Licurgo, che, secondo lo storico di Megalopoli aveva corrotto gli efori con una grossa somma in denaro per essere eletto re.